# Service par contournement
Pour les articles homonymes, voir Ott et Over the Top.
Un service par contournement (ou hors offre du fournisseur d'accès à l'Internet ; en anglais over-the-top service ou OTT) est un service de communication ou de livraison de média sans la participation d'un opérateur de réseau traditionnel fournissant la connexion à Internet.
Un service OTT peut être proposé par son éditeur sans accord préalable avec les fournisseurs d'accès à Internet (comme une compagnie de câble, de téléphone ou de satellite) qui se retrouvent désintermédiés dans la relation entre l'éditeur du service OTT et leurs propres abonnés.
Un fournisseur d'accès à Internet distribuant le contenu peut être au courant du contenu des paquets IP circulant sur son réseau, mais n'est pas responsable, ni en mesure de contrôler, l'affichage des contenus, le respect des droits d'auteur, et / ou la redistribution du contenu.

## Types de services OTT
On peut classer en deux catégories les services OTT :
- services de communication : l'e-mail (Google Gmail vs Orange mail), les messageries enrichies (WhatsApp vs SMS/MMS d'opérateur), les appels voix sur IP (Discord vs appels téléphoniques), les appels en visiophonie (Google Meet vs appels visio d'opérateur), les services de collaboration en partage de documents ou de bureau (Zoom ou Webex) sont autant de services qui étaient initialement lancés par les opérateurs et qui désormais sont proposés par des acteurs du numérique.

- services de contenu media : les services en ligne en OTT permettent l'accès à tous types de média, aussi bien audio, vidéo ou texte. Ainsi, on trouve des services de musique, de podcast, de films, séries, documentaires, de presse, etc.

## Remédiation
Se trouvant désintermédiés dans la relation entre l'éditeur et le consommateur, les fournisseurs d'accès à Internet peuvent faire valoir plusieurs avantages pour convaincre les éditeurs de travailler avec eux. Ils peuvent agir en tant que distributeur commercial de l'offre OTT qu'ils proposent via leurs canaux de vente et peuvent facturer l'abonné directement sur la facture opérateur sans que celui-ci n'ai à fournir ses informations de paiement à l'éditeur.
Dans certains pays comme la France, la consommation de contenus média venant d'Internet sur le téléviseur se fait encore majoritairement sur les "boxes TV" des opérateurs, même si les téléviseurs connectés (Smart TV) se sont largement développés. Ainsi, un éditeur de service OTT aura intérêt à ce que son application soit proposée par l'opérateur sur cette fameuse boxe TV; une position qui favorise les accords entre éditeurs et opérateurs.

### Super-agrégateur de services OTT
Les opérateurs se positionnent également comme un point d'accès centralisant les multiples offres de contenus disponibles en OTT, facilitant le parcours de l'utilisateur aussi bien dans la découverte du contenu, la souscription au service tiers et sa consommation sur tous types d'écran. Le moteur de recherche et de recommandation de l'opérateur super-agrégateur offre à l'utilisateur une vision décloisonnée sur les multiples catalogues des services OTT agrégés.

## Historique
- 1993 : le premier film en streaming par Internet est 'Wax or the Discovery of Television Among the Bees', mais la qualité d'expérience du spectateur reste très mauvaise.
- 1997 : fondation par Reed Hastings et Marc Randolph de la société Netflix (dont le nom provient de la contraction des termes « internet » et « flix », ce dernier étant une expression familière du mot « film » aux États-Unis). La livraison des films choisis sur le site Internet se fait par courrier postal.
- 1998 : la compression vidéo MPEG-4 rend la vidéo sur Internet plus viable, mais encore sujette à des problèmes de lecture en continue qui s'interromp en cas de baisse de débit avec la technologie de téléchargement progressif du média, permettant de débuter la lecture sans attendre que le fichier média soit intégralement téléchargé.
- 2002 : la diffusion à débit adaptatif de média préparés avec plusieurs niveaux de qualité à différents débits d'encodage permet enfin une expérience de visionnage satisfaisante. Les protocoles Apple HLS et MPEG DASH sont actuellement ceux qui prévalent, après avoir remplacé Real Video, Adobe Flash video, Adobe HDS, Microsoft Windows Media et Microsoft Smooth Streaming.
- 2005 : lancement de YouTube, qui n'a pas été le premier service en ligne basé sur la vidéo, mais dont le succès a fait école. Google avait lancé Google Video trois mois avant YouTube et fini par racheter la plateforme vidéo en 2006.
- 2007 : Netflix lance son service de vidéo par abonnement en streaming sur Internet.
- 2007 : La BBC lance iPlayer, son service de télévision en direct, de télévision de rattrapage et de vidéo à demande par Internet.
- 2007 : Partenariat entre The Walt Disney Company, 21st Century Fox, NBCUniversal et WarnerMedia (AT&T) sous le nom « Hulu ».
- 2019 : The Explorers propose des contenus vidéo en ultra haute définition (8K/UHD) par Internet, d'abord sur les téléviseurs 8K connectés de marque Samsung.

## Caractéristiques
Le service par contournement est différent de l'achat ou la location de contenu audio ou vidéo auprès d'un fournisseur de réseau traditionnel, comme la télévision payante, la vidéo à la demande ou la télévision IP. Le service fait plutôt référence à un contenu qui provient d'un tiers, comme Hulu, Netflix, Crunchyroll ou Tou.tv, et qui est livré à l'appareil de l'utilisateur par un fournisseur d'accès Internet qui sert uniquement de transporteur de paquets IP.
Des messages SMS peuvent être fournis d'une manière similaire. Ils deviennent alors une alternative (et un concurrent) aux services SMS fournis par les opérateurs de réseau mobile.
Les consommateurs peuvent accéder à un service par contournement à travers divers appareils connectés à Internet tels que des ordinateurs de bureau, des ordinateurs portables, des consoles de jeux (comme la PlayStation 4, la Wii U et la Xbox One), des boitiers décodeurs ou set-top boxes, des smartphones (y compris les téléphones Android, les iPhone et les téléphones Windows Phone), des téléviseurs intelligents (comme Apple TV), et des tablettes.